# Sportmans Shores
Sportmans Shores es un lugar designado por el censo ubicado en el condado de Mayes en el estado estadounidense de Oklahoma. En el Censo de 2020 tenía una población de 239 habitantes y una densidad poblacional de 265,56 habitantes por km². Fue incluido como CDP en el censo de 2020.

## Geografía
Sportmans Shores se encuentra ubicado en las coordenadas 36°27′52″N 95°4′59″O / 36.46444, -95.08306. Según la Oficina del Censo de los Estados Unidos,  tiene una superficie total de 0,90 km², de la cual 0,75 km² corresponden a tierra firme y 0,15 km² a agua.